# Maison Saint-Gabriel
La maison Saint-Gabriel, nommée à l'origine l'ouvroir de la Providence,, est un site historique et musée montréalais situé dans le quartier de Pointe-Saint-Charles. C'est l'un des vestiges du régime français au Canada, et la plus ancienne maison de ferme de la ville de Montréal.

## Site et architecture de la maison d'origine
La maison Saint-Gabriel est située sur l'ancienne terre acquise par Marguerite Bourgeoys et la congrégation de Notre-Dame. Ce territoire porte le nom de Pointe-Saint-Charles.
Le corps de logis à deux eaux est emblématique des constructions du régime français d'influence normande et bretonne. La maison mesure 15,24 mètres par 9,15 mètres.
Il ne faut pas confondre la maison Saint-Gabriel avec la ferme Saint-Gabriel des Sulpiciens : celle-ci, érigée plus au nord à Pointe Saint-Charles, a été construite vers 1659. Le dernier bâtiment de cette ferme a été détruit en 1883. Ce n'est que vers 1930 qu'on commença à utiliser « maison Saint-Gabriel » pour désigner la ferme de la congrégation de Notre-Dame, en hommage justement à la ferme disparue des Sulpiciens.

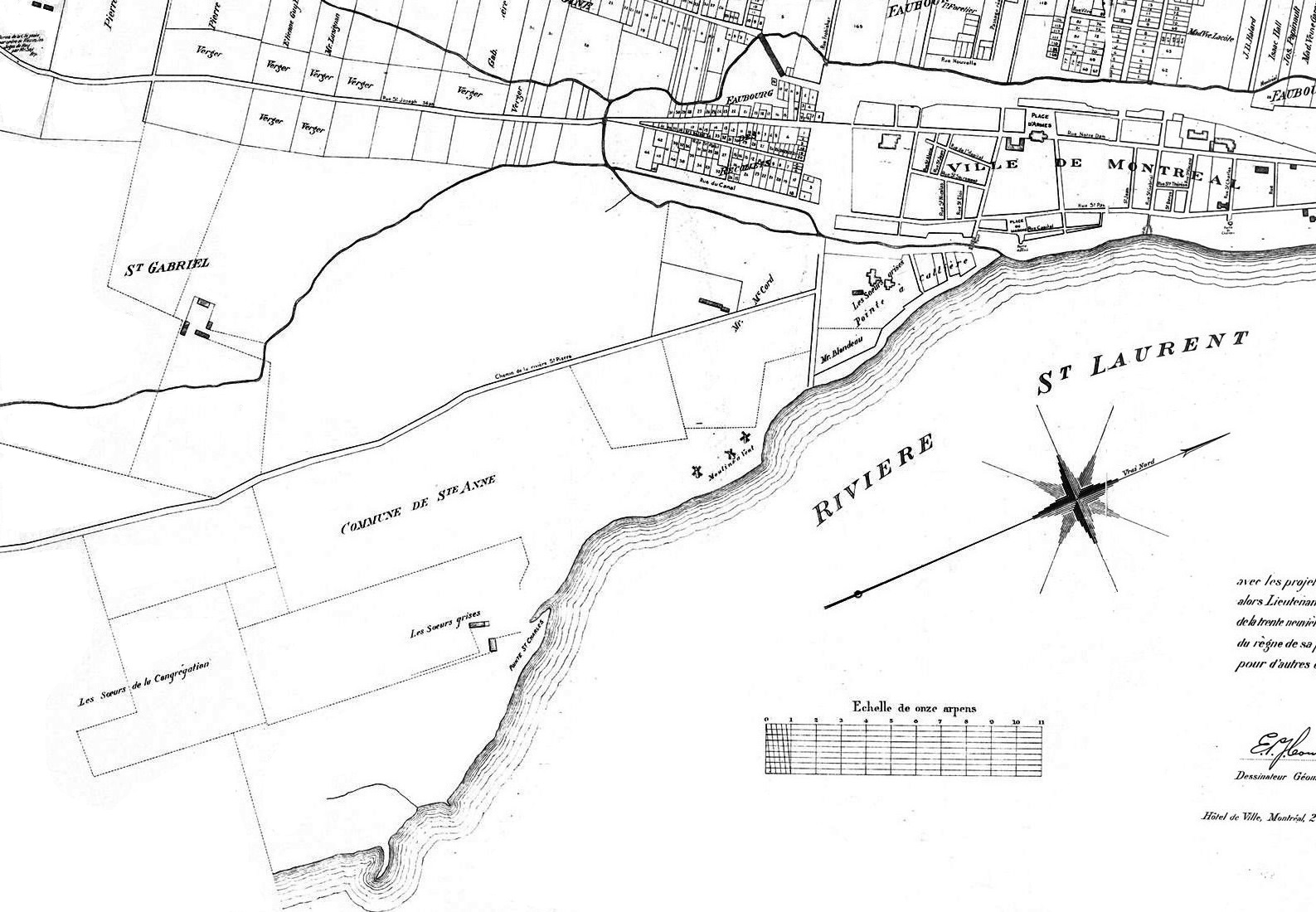
Sur un plan de 1801, on distingue les deux fermes.
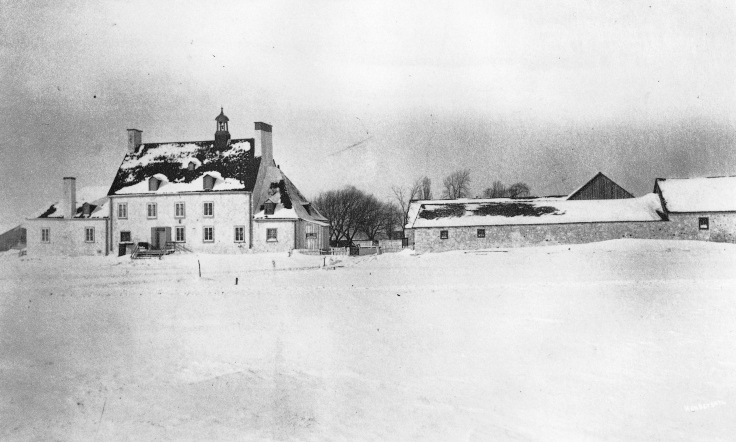
Ferme Saint-Gabriel, vers 1865

## Histoire
La maison, construite par François Le Ber vers 1660, est acquise en 1668 par Marguerite Bourgeoys, fondatrice de la congrégation de Notre-Dame de Montréal, pour y établir l'ouvroir de la Providence. Cette belle maison de ferme sert alors à accueillir les filles du Roy jusqu'en 1673. Elle est aussi utilisée comme ouvroir et petite école.
Un incendie détruit la maison en 1693 et seuls la laiterie et l'appentis résistent aux flammes. En 1698, on reconstruit la maison, sur les fondations du bâtiment d'origine. L'appentis ouest, le quartier des engagés, est agrandi en 1826 pour permettre le logement des engagés de la ferme. Une impressionnante grange en pierre construite dans la seconde moitié du XIXe siècle est située à proximité du bâtiment principal. Au cours du XIXe siècle, les sœurs de la congrégation Notre-Dame vendent graduellement des parties de terres à différentes industries qui s'installent dans le quartier.
Sur la façade de la maison, on peut voir l'inscription de deux dates, 1668 et 1698, qui rappellent l'achat de la maison et sa reconstruction après l'incendie de 1693.
En 1958, le Conseil général de la Congrégation de Notre-Dame débute le projet de restauration pour convertir la maison en musée. En 1965, la maison Saint-Gabriel avec sa grange de pierre et ce qui reste du vaste domaine d’autrefois, est classée monument historique par la commission des Monuments historiques du Québec. En mars 1966, elle devient un musée et ouvre ses portes aux visiteurs. Le 8 juin 2007, la maison Saint-Gabriel est reconnue comme lieu historique national du Canada.

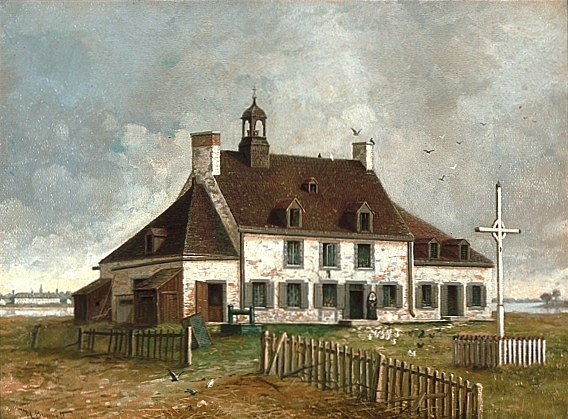
Henry Richard S. Bunnett, 1886
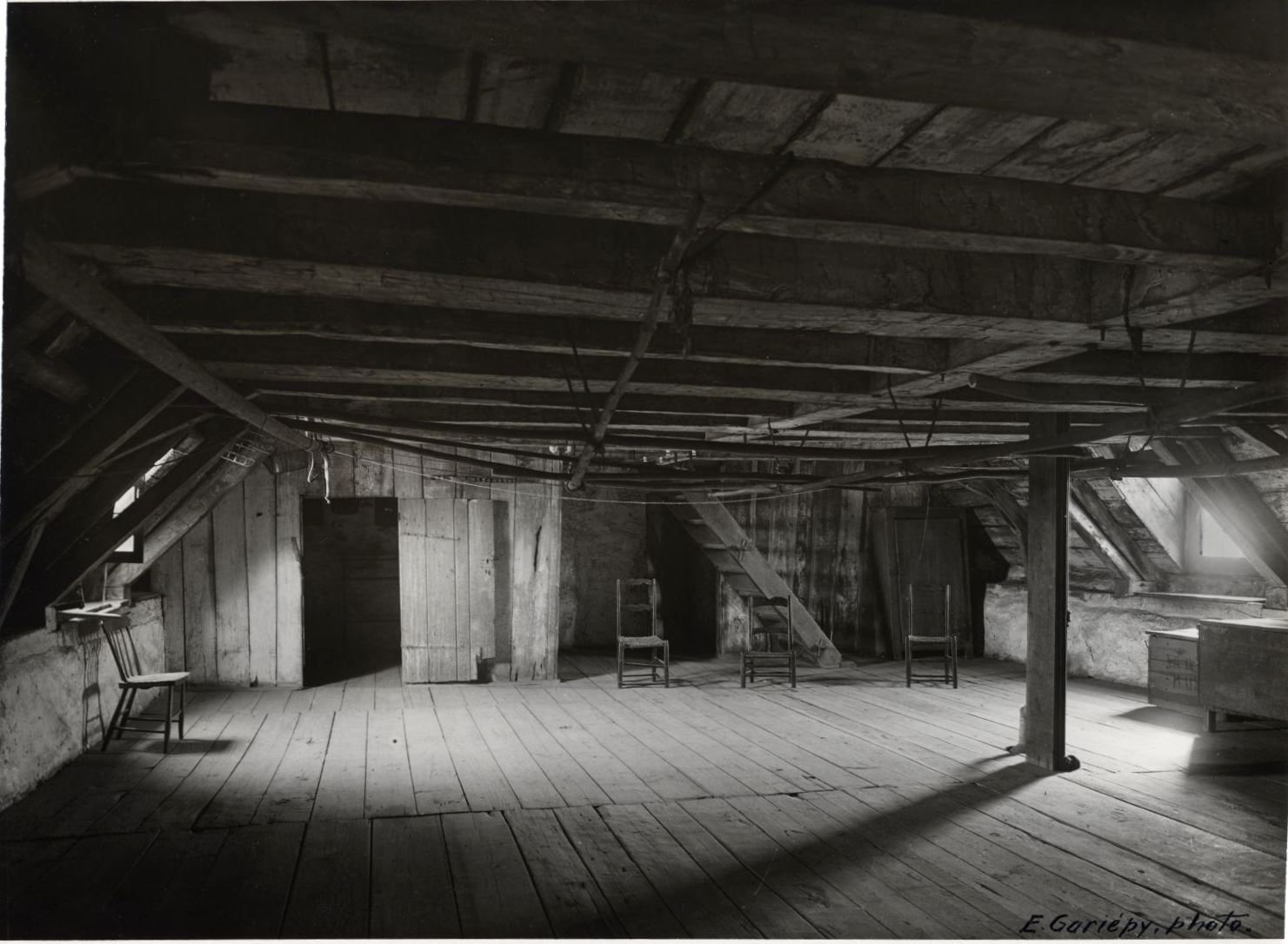
Premier grenier, 1910
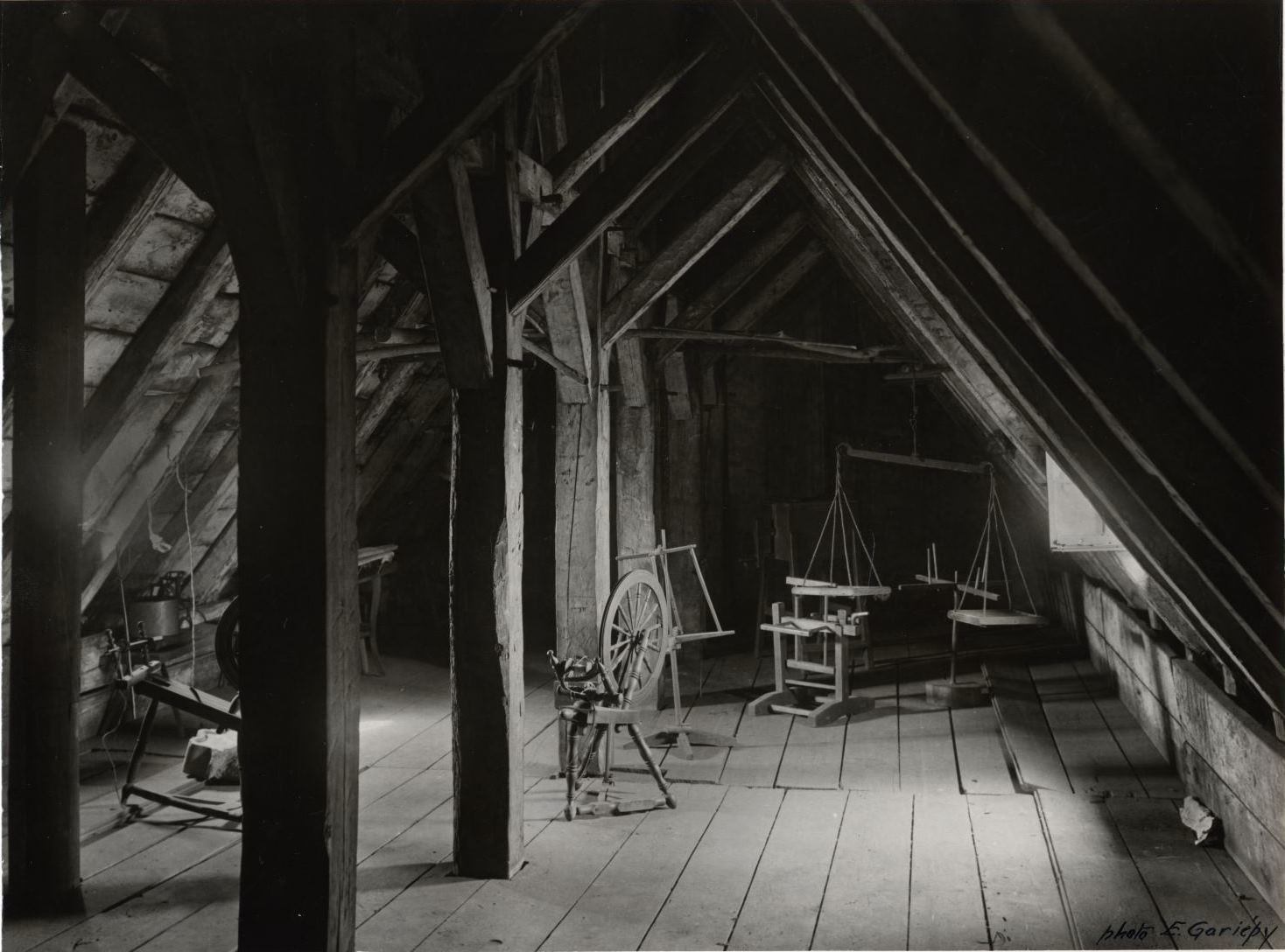
Deuxième grenier
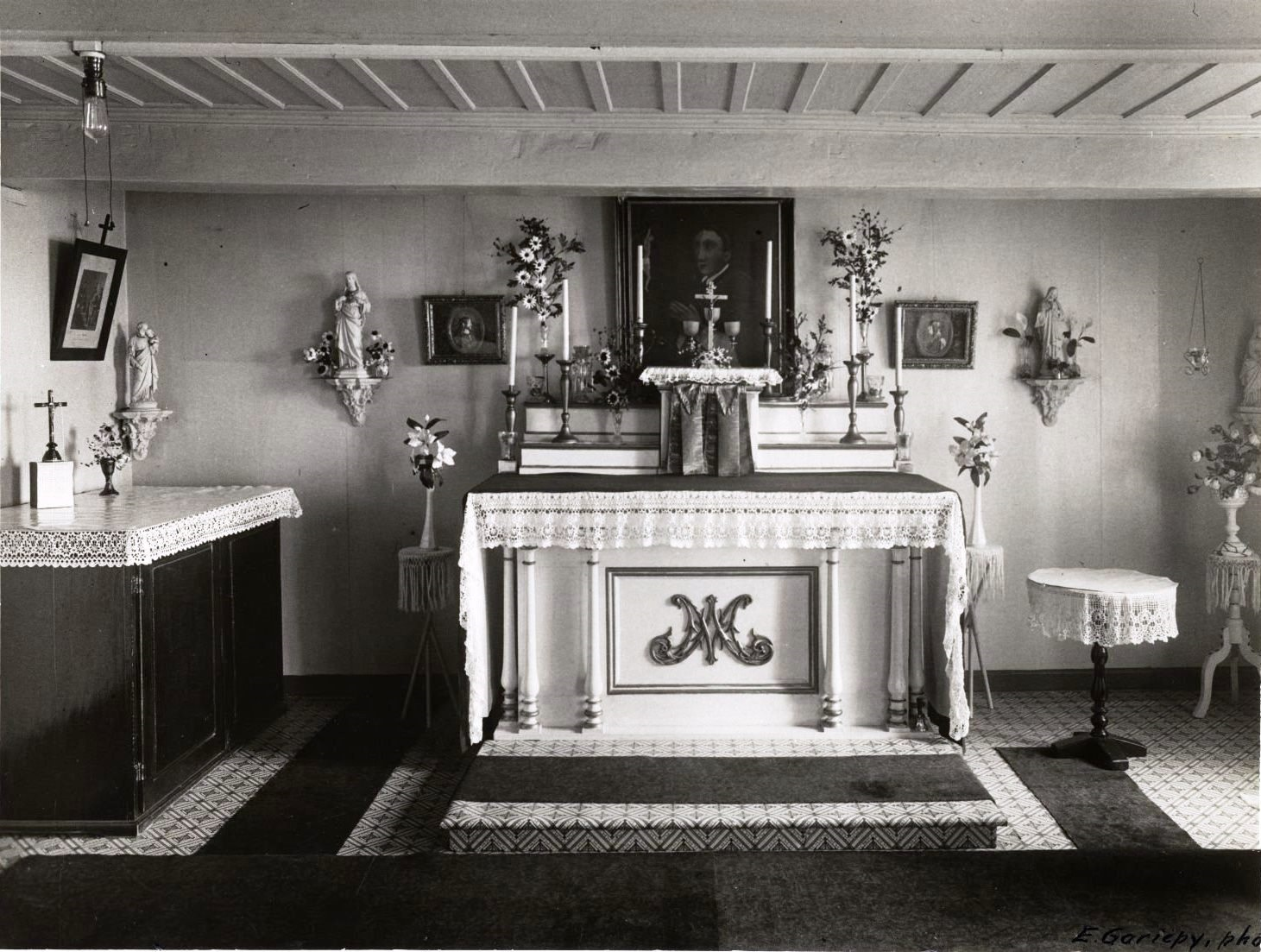
Autel, 1915
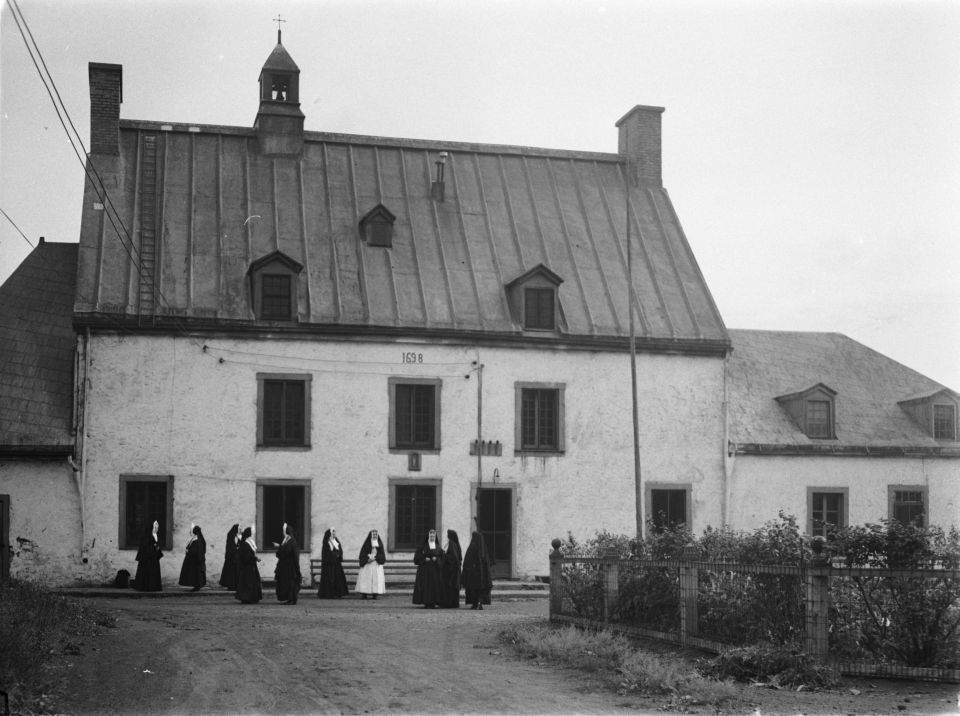
Devant la maison, 1946.

### Agrandissement du musée en 2009-2010
Le 1er novembre 2010, le musée inaugurait le nouveau pavillon Catherine-Crolo, dont le nom célèbre la mémoire de la première intendante de la ferme de la congrégation de Notre-Dame,. La direction du musée avait présenté le projet le 10 août 2009, projet qui consiste à transformer le pavillon Jeanne-Le Ber et à l'intégrer au complexe muséal.
Le pavillon, construit en 1964 pour y loger les religieuses, est appelé à être converti en pavillon d'accueil et de services aux visiteurs. Le nouveau pavillon abrite aussi la boutique du musée, des aires d'animation et un réfectoire. Une partie des travaux liés à cet agrandissement ont consisté à ajouter une réplique d'un four à pain d'époque et un tunnel souterrain pour relier la grange en pierre au nouveau pavillon.
Le coût total du projet est de 9,5 millions de dollars. Le gouvernement du Québec et le gouvernement du Canada ont versé respectivement 3,2 millions de dollars et 2,1 millions de dollars pour la réalisation de cet agrandissement. La congrégation de Notre-Dame pour sa part, a fait don du bâtiment et des terrains qui l'entourent et d'autres partenaires du musée ont complété le financement.

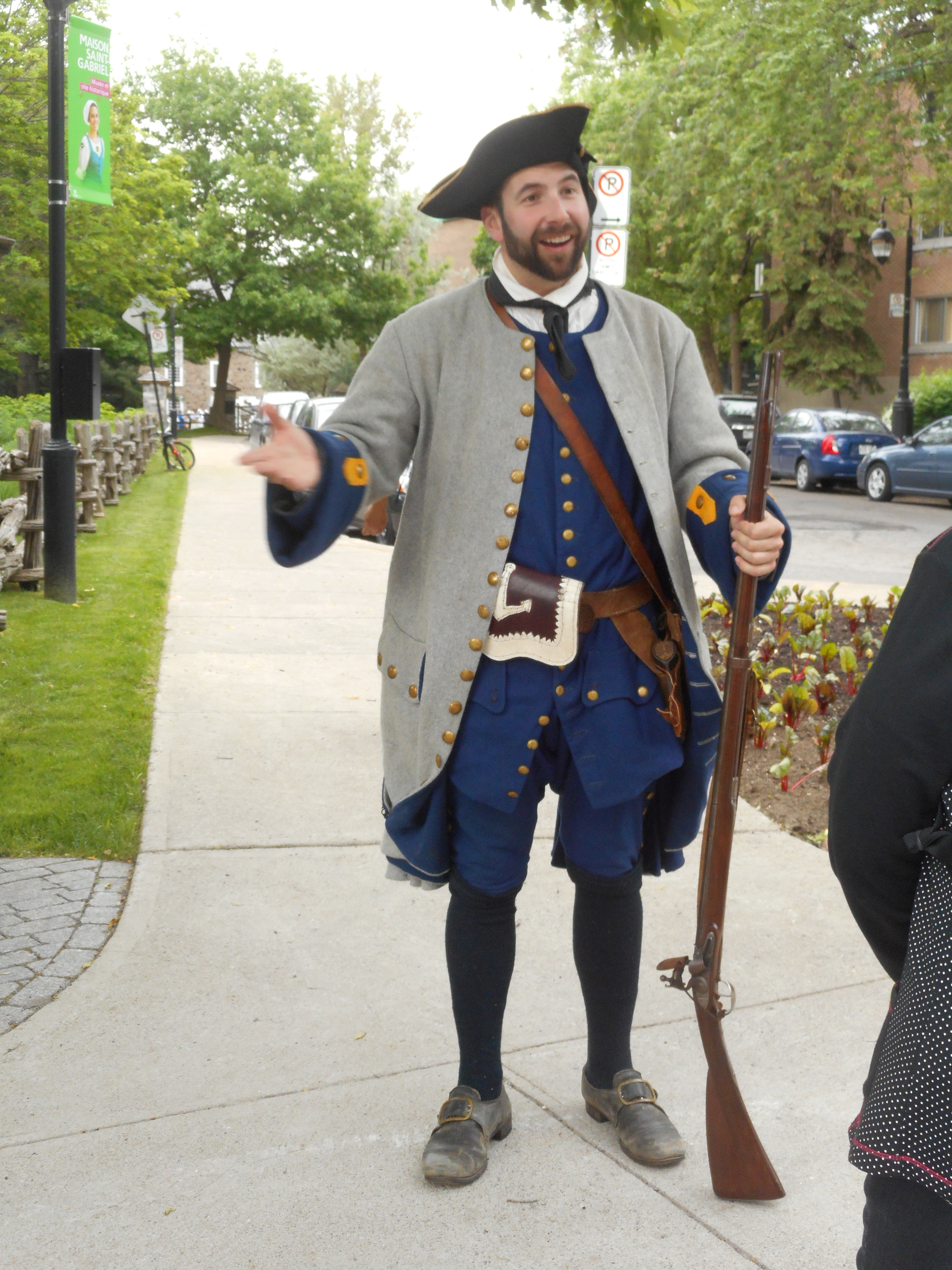
Portier
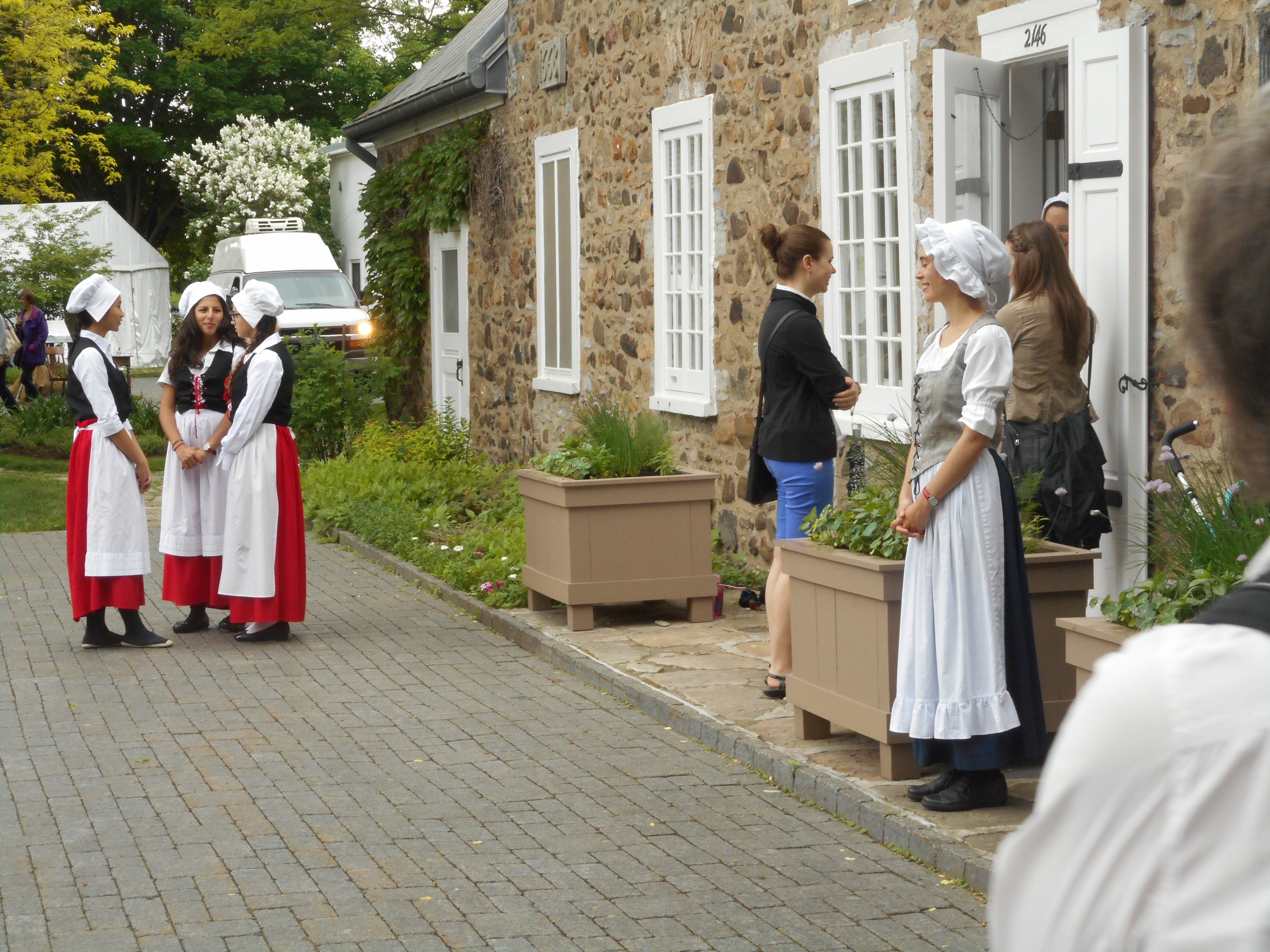
Guides costumées
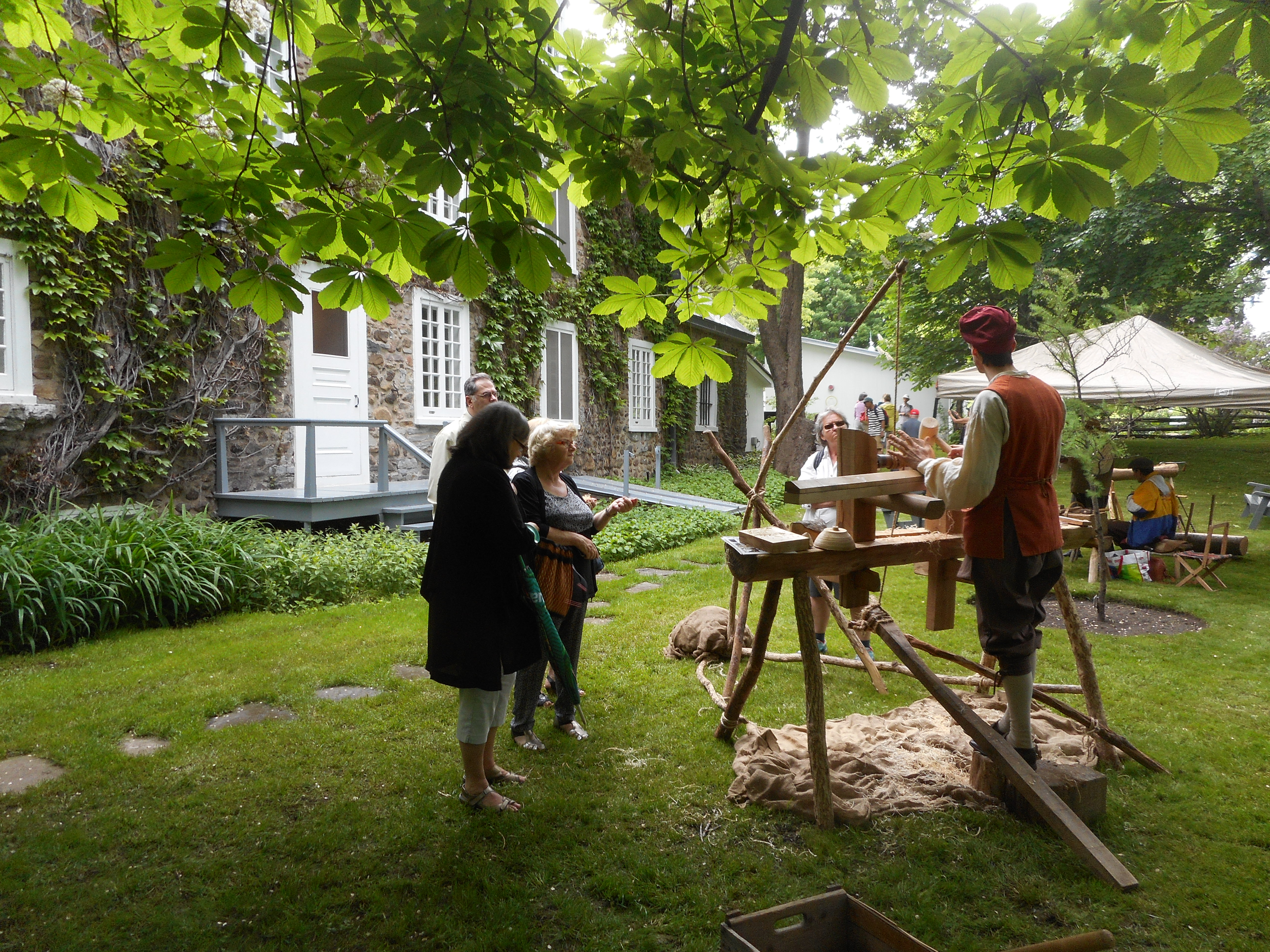
Ancien tour à bois